# Banatski Dvor
Banatski Dvor (cyr. Банатски Двор) – wieś w Serbii, w Wojwodinie, w okręgu środkowobanackim, w gminie Žitište. W 2011 roku liczyła 1095 mieszkańców.